# Калимантанские языки
Калимантанские языки (даякско-пенанские языки) — объединение 11 ветвей австронезийских языков, распространённых на острове Калимантан (разделённом между Индонезией, Малайзией и Брунеем). Согласно популярной сейчас классификации Wouk & Ross (2000) эти ветви не образуют особого генетического единства, а входят в более крупное калимантанско-филиппинское объединение в рамках малайско-полинезийской подсемьи. Однако по данным лексикостатистики (Пейрос 2004) все ветви калимантанских языков входят в единую группу, распавшуюся в начале 3-го тыс. до н. э. В любом случае нейтральный термин калимантанская зона представляется наиболее удобным.
Носителями большинства этих языков являются даяки, хотя некоторые из даяков говорят на языках малайско-даякской группы. Пунаны, говорящие на пенанских языках, обычно не относятся к даякам.

## Классификация
- пенанская ветвь (пунан-нибонг): западнопенанский, восточнопенанский
- клемантанская ветвь (даяков суши): лара’, джагой, биатах, букар-садонг, бекати’, беньяду’, кембаян, ахе, джонгканг, санггау, собственно даякский суши, ньяду, рибун, семанданг, сара, тринггус — внутренние районы провинции Западный Калимантан (Индонезия) и юго-запад Саравака (Малайзия), 420 тыс. чел.
- каян-мурикская ветвь:
  - каянская группа: каян, бусанг-каян, бахау, барам-каян, реджанг-каян, вахау-каян, махакам-каян, мендалам-каян
  - модангская группа: моданг, сегай
  - мурикский язык
  - пунан-каянская группа (Muller-Schwaner `Punan'): букат, ховонган, аохенг, пунан-апут, пунан-мерах, керехо-ухенг
- баритосская ветвь:
  - западная группа
    - северная подгруппа: дохой (отданум), сианг, кохин (серуян)
    - южная подгруппа: бакумпай, катинган, кахаян, нгаджу

  - восточная группа
    - центрально-южная подгруппа: дусун-деях, дусун-маланг, дусун-виту, мааньян, паку
    - малагасийский язык (Мадагаскар) — возможно несколько языков
    - северная подгруппа: лаванган, тавоян

  - махакамская группа: ампананг, тунджунг
- меланау-каджангская ветвь:
  - каджангская группа: букитан, каджаман, лаханан, пунан-бату, секапан, сиан, укит
  - группа меланау: кановит, меланау, даро-мату, танджонг, сибу, серу
- бераванско-нижне-барамская ветвь:
  - бераван
  - нижне-барамская группа: белаит, кипут, лелак, наром, тутонг
- ветвь бинтулу (1 язык)
- дайская ветвь (Dayic):
  - келабитская группа (апо-дуат): келабит, ленгилу, лундайе, путо, са’бан, тринг
  - мурутская группа: селунгай-мурут, околод, палуан, тимугон, кенингау-мурут, тагал-мурут, тидонг, сембакунг, баукан, калабакан, серудунг, болонган
- кеньяхская ветвь: бакунг, бахау-кеньях, каян-кеньях, барам-кеньях, келиньяу-кеньях, махакам-кеньях, зап. кеньях, пунан-тубу, тутох-кеньях, вахау-кеньях, себоб-кеньях, маданг
- ветвь реджанг-саджау: бурусу, басап, пунан-бах-биау, пунан-мерап, саджау-басап
- сабахская ветвь
  - дусун-бисайская (дусунская) группа:
    - бисайская подгруппа: южнобасайский, татана-севернобасайский, тутонгский
    - дусунская подгруппа: куйджау, папарский, рунгусский, лотудский, гана, береговой кадазанский, восточнокадазанский (лабук-кинабатанган), клиас-кадазанский, кимарагангский, думпасский, дусунский (с диалектами центральным, сугут, тамбунан, темпасук, тинагас, минокок), тебилунский

  - пайтанская группа: абай-сунгай, тамбануа, верхне-кинабатангский, лобу
  - ида’анский язык

Из австронезийских языков, кроме вышеперечисленных, на Калимантане распространены:
- малайский язык (как несколько традиционных диалектов, так и оба стандартных варианта — индонезийский и малайзийский);
- береговой баджао (сама-баджавской ветви филиппинских языков);
- языки малайско-даякской группы (ибан, малайско-даякский, кенинджал, кендаян, селако), относящейся к западнозондской зоне;
- мбалох (по классификации Wouk & Ross (2000) относится к бугийской группе сулавесийской зоны, по данным лексикостатистики входит в малайско-чамскую ветвь западнозондской зоны)